# Liste der Resolutionen des UN-Sicherheitsrates (2016)
Diese Liste der Resolutionen des UN-Sicherheitsrates nennt die vom Sicherheitsrat der Vereinten Nationen im Jahre 2016 verabschiedeten Resolutionen.
| Nummer | Datum    | Gegenstand | Mission                 |
| ------ | -------- | --- | ----------------------- |
| 2260   | 20. Jan. | Situation in der Elfenbeinküste (Sicherheitsrat genehmigt Verringerung der Truppenstärke des Militärkontingents der Mission in Côte d’Ivoire) | UNOCI                   |
| 2261   | 25. Jan. | Gleichlautende Schreiben der Ständigen Vertreterin Kolumbiens bei den Vereinten Nationen vom 19. Januar 2016 an den Generalsekretär und den Präsidenten des Sicherheitsrats (Sicherheitsrat beschließt, eine politische Mission in Kolumbien einzurichten, mit dem Auftrag, die Waffenruhe und die Einstellung der Feindseligkeiten zu überwachen und zu verifizieren) | UN Mission in Kolumbien |
| 2262   | 27. Jan. | Situation in der Zentralafrikanischen Republik (Sicherheitsrat verlängert Sanktionen über Zentralafrikanische Republik und Mandat der Sachverständigengruppe zur Unterstützung des Sanktionsausschusses) |                         |
| 2263   | 28. Jan. | Situation in Zypern (Sicherheitsrat verlängert das Mandat der Friedenstruppe der Vereinten Nationen in Zypern (UNFICYP) um einen weiteren, am 31. Juli 2016 endenden Zeitraum) | UNFICYP                 |
| 2264   | 9. Feb.  | Situation in der Zentralafrikanischen Republik (Sicherheitsrat erhöht Zahl der Strafvollzugsbeamten beim Friedenssicherungseinsatz in der Zentralafrikanischen Republik) |                         |
| 2265   | 10. Feb. | Situation in Sudan (Sicherheitsrat verlängert das Mandat der Sachverständigengruppe für Sudan bis zum 12. März 2017) |                         |
| 2266   | 24. Feb. | Situation in Jemen (Sicherheitsrat verlängert das Jemen-Sanktionsregime um ein Jahr) |                         |
| 2267   | 26. Feb. | Situation in Guinea-Bissau (Sicherheitsrat verlängert Mandat des Integrierten Büros der Vereinten Nationen für die Friedenskonsolidierung in Guinea-Bissau um ein Jahr) | UNIOGBIS                |
| 2268   | 26. Feb. | Situation in Syrien (Sicherheitsrat billigt einstimmig die Vereinbarung über die Einstellung der Feindseligkeiten in Syrien) |                         |
| 2269   | 29. Feb. | Internationaler Strafgerichtshof für das ehemalige Jugoslawien und Internationaler Strafgerichtshof für Ruanda (Sicherheitsrat ernennt Herrn Serge Brammertz zum Ankläger des Internationalen Residualmechanismus für die Ad-hoc-Strafgerichtshöfe) |                         |
| 2270   | 2. Mrz.  | Nichtverbreitung von Kernwaffen (Nordkorea) (Sicherheitsrat verhängt neue Sanktionen gegen die Demokratische Volksrepublik Korea) |                         |
| 2271   | 2. Mrz.  | Berichte des Generalsekretärs über Sudan und Südsudan (Sicherheitsrat verlängert Sanktionen gegen Südsudan bis zum 15. April 2016 und Mandat der Sachverständigengruppe bis zum 15. Mai 2016) |                         |
| 2272   | 11. Mrz. | Friedenssicherungseinsätze der Vereinten Nationen (Sicherheitsrat bittet Generalsekretär um die Ersetzung von Kontingenten aus Ländern, die Sexualtäter nicht zur Verantwortung ziehen) |                         |
| 2273   | 15. Mrz. | Situation in Libyen (Sicherheitsrat verlängert Mandat der Unterstützungsmission der Vereinten Nationen in Libyen bis zum 15. Juni 2016) |                         |
| 2274   | 15. Mrz. | Situation in Afghanistan (Sicherheitsrat genehmigt Verlängerung des Mandats der Hilfsmission der Vereinten Nationen in Afghanistan um ein Jahr) | UNAMA                   |
| 2276   | 24. Mrz. | Situation in Somalia (Sicherheitsrat verlängert das Mandat der Hilfsmission der Vereinten Nationen in Somalia (UNSOM) bis zum 31. März 2017) | UNSOM                   |
| 2277   | 24. Mrz. | Nichtverbreitung von Kernwaffen (Nordkorea) (Sicherheitsrat verlängert Mandat der Sachverständigengruppe zur Unterstützung des Sanktionsausschusses für die Demokratische Volksrepublik Korea bis zum 24. April 2017) |                         |
| 2278   | 24. Mrz. | Die Situation betreffend die Demokratische Republik Kongo (Sicherheitsrat genehmigt Verlängerung des Mandats der Stabilisierungsmission der Organisation der Vereinten Nationen in der Demokratischen Republik Kongo) | MONUSCO                 |
| 2278   | 31. Mrz. | Situation in Libyen (Sicherheitsrat verlängert die Maßnahmen gegen die rechtswidrige Ausfuhr von Erdöl aus Libyen und gewährt die Verlängerung des Mandats der Sachverständigengruppe zur Unterstützung des Sanktionsausschusses) |                         |
| 2279   | 1. Apr.  | Situation in Burundi (Sicherheitsrat ersucht um die Vorlegung von Optionen für die Entsendung einer Polizeipräsenz der Vereinten Nationen nach Burundi zur Überwachung der Sicherheitslage) |                         |
| 2280   | 7. Apr.  | Berichte des Generalsekretärs über Sudan und Südsudan (Sicherheitsrat verlängert Sanktionen gegen diejenigen, die den Frieden in Südsudan blockieren, und verlängert Mandat der Sachverständigengruppe zur Überwachung der Sanktionen bis zum 1. Juli 2016) |                         |
| 2281   | 26. Apr. | Situation in der Zentralafrikanischen Republik (Sicherheitsrat verlängert das Mandat der Mehrdimensionalen integrierten Stabilisierungsmission der Vereinten Nationen in der Zentralafrikanischen Republik (MINUSCA) bis zum 31. Juli 2016) | MINUSCA                 |
| 2282   | 27. Apr. | Friedenskonsolidierung nach Konflikten (Sicherheitsrat bekundet seine tiefe Besorgnis über den hohen menschlichen Preis und das große Leid, die durch bewaffnete Konflikte verursacht werden, und hebt hervor, dass ein umfassender Ansatz für die Unrechtsaufarbeitung und ein rechenschaftspflichtiger Sicherheitssektor von entscheidender Bedeutung sind, wenn es darum geht, den Frieden zu festigen, die Armut zu mindern und Länder davor zu bewahren, in einen Konflikt zurückzufallen) |                         |
| 2283   | 28. Apr. | Situation in der Elfenbeinküste (Sicherheitsrat beendet mit sofortiger Wirkung die gegen Côte d’Ivoire verhängten Maßnahmen betreffend Rüstungsgüter und sonstiges Wehrmaterial sowie betreffend Reisen und Finanzen) |                         |
| 2284   | 28. Apr. | Situation in der Elfenbeinküste (Sicherheitsrat verlängert das Mandat der Operation der Vereinten Nationen in Côte d’Ivoire (UNOCI) um einen abschließenden Zeitraum bis zum 30. Juni 2017) | UNOCI                   |
| 2285   | 29. Apr. | Situation in der Westsahara (Sicherheitsrat verlängert das Mandat der Mission der Vereinten Nationen für das Referendum in Westsahara (MINURSO) bis zum 30. April 2017) | MINURSO                 |
| 2286   | 3. Mai   | Schutz von Zivilpersonen in bewaffneten Konflikten (Sicherheitsrat verurteilt nachdrücklich Angriffe auf Sanitätspersonal und medizinische Einrichtungen in Konfliktsituationen) |                         |
| 2287   | 12. Mai  | Die Situation in Sudan und Südsudan (Sicherheitsrat verlängert Mandat der Interims-Sicherheitstruppe der Vereinten Nationen für Abyei bis zum 15. November 2016) | UNISFA                  |
| 2288   | 25. Mai  | Situation in Liberia (Sicherheitsrat beendet die gegen Liberia verhängten Maßnahmen betreffend Rüstungsgüter) |                         |
| 2289   | 27. Mai  | Situation in Somalia (Sicherheitsrat verlängert Ermächtigung für Mission der Afrikanischen Union in Somalia) | AMISOM                  |
| 2290   | 31. Mai  | Situation in Südsudan (Sicherheitsrat verlängert einstimmig Sanktionen gegen Südsudan) |                         |
| 2291   | 13. Jun. | Situation in Libyen (Sicherheitsrat verlängert einstimmig Mandat der UNSMIL) | UNSMIL                  |
| 2292   | 13. Jun. | Situation in Libyen (Sicherheitsrat genehmigt einstimmig Überprüfung von Schiffen vor der Küste Libyens, die der Durchbrechung des Waffenembargos verdächtigt werden) |                         |
| 2293   | 23. Jun. | Die Situation betreffen die Demokratische Republik Kongo (Sicherheitsrat verlängert einstimmig Waffenembargo gegen die Demokratische Republik Kongo) |                         |
| 2294   | 29. Jun. | Situation im Nahen Osten (Sicherheitsrat verlängert das Mandat der Beobachtertruppe der Vereinten Nationen für die Truppenentflechtung um sechs Monate) | UNDOF                   |
| 2295   | 29. Jun. | Situation in Mali (Sicherheitsrat verlängert das Mandat der Mehrdimensionalen integrierten Stabilisierungsmission der Vereinten Nationen in Mali (MINUSMA) bis zum 30. Juni 2017 und beschließt Personalstärke zu erhöhen) | MINUSMA                 |
| 2296   | 29. Jun. | Situation im Sudan (Sicherheitsrat verlängert das Mandat des Hybriden Einsatzes der Afrikanischen Union und der Vereinten Nationen in Darfur (UNAMID) bis zum 30. Juni 2017) | UNAMID                  |
| 2297   | 7. Jul.  | Situation in Somalia (Sicherheitsrat verlängert Ermächtigung für Mission der Afrikanischen Union in Somalia) | AMISOM                  |
| 2298   | 22. Jul. | Situation in Libyen (Sicherheitsrat ermächtigt die Mitgliedstaaten, Libyens chemische Waffen zu kontrollieren und zu vernichten) |                         |
| 2299   | 25. Jul. | Situation im Irak (Sicherheitsrat verlängert das Mandat der Hilfsmission der Vereinten Nationen für Irak (UNAMI) bis zum 31. Juli 2017) | UNAMI                   |
| 2300   | 26. Jul. | Situation in Zypern (Sicherheitsrat verlängert Mandat der Friedenstruppe der Vereinten Nationen in Zypern bis zum 31. Januar 2017) | UNFICYP                 |
| 2301   | 26. Jul. | Situation in der Zentralafrikanischen Republik (Sicherheitsrat ändert Mandat der Mehrdimensionalen integrierten Stabilisierungsmission der Vereinten Nationen in der Zentralafrikanischen Republik) | MINUSCA                 |
| 2302   | 29. Jul. | Berichte des Generalsekretärs über Sudan und Südsudan (Sicherheitsrat genehmigt Verlängerung des Mandats der Mission der Vereinten Nationen in Südsudan) | UNMISS                  |
| 2303   | 29. Jul. | Situation in Burundi (Sicherheitsrat ersucht Generalsekretär, eine Polizeikomponente zur Überwachung der Sicherheitslage in Burundi einzurichten) |                         |
| 2304   | 12. Aug. | Berichte des Generalsekretärs über Sudan und Südsudan (Sicherheitsrat verlängert Mandat der Mission in Südsudan und genehmigt Aufstockung der Friedenssicherungstruppe, um die Maßnahmen zum Schutz von Zivilpersonen zu verstärken) |                         |
| 2305   | 30. Aug. | Situation im Libanon (Besorgt über die begrenzten Fortschritte in Bezug auf eine dauerhafte israelisch-libanesische Waffenruhe verlängert der Sicherheitsrat das Mandat der Interimstruppe der Vereinten Nationen in Libanon (UNIFIL) und ersucht um strategische Überprüfung) | UNIFIL                  |
| 2306   | 6. Sep.  | Internationaler Strafgerichtshof für das ehemalige Jugoslawien (Sicherheitsrat ändert Statut des Internationalen Strafgerichtshofs für das ehemalige Jugoslawien in Bezug auf die Ernennung von Richtern in die Berufungskammer) |                         |
| 2307   | 13. Sep. | Kolumbien (Sicherheitsrat begrüßt Friedensabkommen für Kolumbien und genehmigt Missionsmandat und Entsendung von Beobachtern) |                         |
| 2308   | 14. Sep. | Situation in Liberia (Sicherheitsrat verlängert Mandat der Friedenssicherungsmission in Liberia mit unveränderter Truppenstärke bis zum Ende des Jahres) | UNMIL                   |
| 2309   | 22. Sep. | Terrorismus (Sicherheitsrat fordert engere Zusammenarbeit zur Gewährleistung der Sicherheit im globalen Luftverkehr und zur Verhütung terroristischer Anschläge) |                         |
| 2310   | 23. Sep. | Wahrung des Weltfriedens und der internationalen Sicherheit (Sicherheit fordert baldiges Inkrafttreten des Vertrags über das Verbot von Nuklearversuchen und seine noch ausstehende Ratifikation durch acht Anlage-2-Länder) |                         |
| 2311   | 6. Okt.  | Generalsekretär der Vereinten Nationen (Empfehlung betreffend die Ernennung des Generalsekretärs der Vereinten Nationen) |                         |
| 2312   | 6. Okt.  | Wahrung des Weltfriedens und der internationalen Sicherheit (Sicherheitsrat verlängert Ermächtigung zum Abfangen mutmaßlich für Menschenschmuggel aus Libyen benutzter Schiffe) |                         |
| 2313   | 13. Okt. | Die Frage betreffend Haiti (Sicherheitsrat verlängert einstimmig Mandat der Stabilisierungsmission der Vereinten Nationen in Haiti) | MINUSTAH                |
| 2314   | 31. Okt. | Situation in Syrien (Sicherheitsrat verlängert einstimmig Mandat des Gemeinsamen Untersuchungsmechanismus zur Ermittlung derjenigen, die chemische Waffen in Syrien einsetzen) |                         |
| 2315   | 8. Nov.  | Situation in Bosnien und Herzegowina (Sicherheitsrat verlängert Ermächtigung für multinationale Stabilisierungstruppe in Bosnien und Herzegowina) | EUFOR Althea            |
| 2316   | 9. Nov.  | Situation in Somalia (Sicherheitsrat verlängert einstimmig Ermächtigung für internationale Seestreitkräfte zur Bekämpfung der Seeräuberei vor der Küste Somalias) |                         |
| 2317   | 10. Nov. | Situation in Somalia und Eritrea (Sicherheitsrat verlängert Waffenembargos gegen Somalia und Eritrea) |                         |
| 2318   | 15. Nov. | Berichte des Generalsekretärs über Sudan und Südsudan (Da die Situation in Abyei und an der sudanesisch-südsudanesischen Grenze nach wie vor den Weltfrieden ernsthaft bedroht, verlängert der Sicherheitsrat das Mandat der Interims-Sicherheitstruppe für Abyei) |                         |
| 2319   | 17. Nov. | Situation im Nahen Osten (Sicherheitsrat verlängert Mandat des Mechanismus zur Ermittlung derjenigen, die in Syrien chemische Waffen einsetzen) |                         |
| 2320   | 18. Nov. | Stärkung der Zusammenarbeit zwischen den Vereinten Nationen und der zentralafrikanischen Region zur Friedenssicherung (Sicherheitsrat begrüßt Kostenteilungsvorschlag und stärkere Zusammenarbeit zwischen Vereinten Nationen und Afrikanischer Union) |                         |
| 2321   | 30. Nov. | Nordkorea (Sicherheitsrat verabschiedet einstimmig Resolution zur Verstärkung der Sanktionen gegen die Demokratische Volksrepublik Korea) |                         |
| 2322   | 12. Dez. | Bedrohungen des Weltfriedens und der internationalen Sicherheit durch terroristische Handlungen (Sicherheitsrat verabschiedet Resolution mit dem Ziel, die internationale justizielle Zusammenarbeit im Kampf gegen den Terrorismus zu stärken) |                         |
| 2323   | 13. Dez. | Situation in Libyen (Sicherheitsrat verlängert Mandat der Unterstützungsmission der Vereinten Nationen in Libyen um neun Monate) | UNSMIL                  |
| 2324   | 14. Dez. | Ehrung von Ban Ki-moon Generalsekretär der Vereinten Nationen |                         |
| 2325   | 15. Dez. | Nichtverbreitung von Massenvernichtungswaffen (Sicherheitsrat fordert Rahmen, der Terroristen und andere nichtstaatliche Akteure am Erwerb von Massenvernichtungswaffen hindert) |                         |
| 2326   | 15. Dez. | Bericht des Generalsekretärs zur Lage im Sudan und Südsudan (Sicherheitsrat verlängert Mandat der Mission der Vereinten Nationen in der Republik Südsudan (UNMISS)) | UNMISS                  |
| 2327   | 15. Dez. | Bericht des Generalsekretärs zur Lage im Sudan und Südsudan (Sicherheitsrat verlängert Mandat der Mission der Vereinten Nationen in Südsudan und erwägt mögliche Sanktionen) |                         |
| 2328   | 19. Dez. | Situation im Nahen Osten (Sicherheitsrat verlangt sofortigen, ungehinderten Zugang zur Überwachung der Evakuierung von Zivilpersonen aus Aleppo in Syrien) |                         |
| 2329   | 19. Dez. | Internationaler Strafgerichtshof zur Verfolgung der Verantwortlichen für die seit 1991 im Hoheitsgebiet des ehemaligen Jugoslawien begangenen schweren Verstöße gegen das humanitäre Volksrecht (Sicherheitsrat genehmigt Verlängerung der Amtszeit der Richter beim Internationalen Strafgerichtshof für das ehemalige Jugoslawien und Wiederernennung des Anklägers des Internationalen Residualmechanismus für die Ad-hoc-Strafgerichtshöfe)                                                 |                         |
| 2330   | 19. Dez. | Situation im Nahen Osten (Sicherheitsrat verlängert Mandat der Beobachtertruppe der Vereinten Nationen für die Truppenentflechtung (UNDOF) um sechs Monate) | UNDOF                   |
| 2331   | 20. Dez. | Wahrung des Weltfriedens und der internationalen Sicherheit (Sicherheitsrat verurteilt den Menschenhandel auf das Schärfste) |                         |
| 2332   | 21. Dez. | Situation im Nahen Osten (Syrien) (Sicherheitsrat verlängert einstimmig Ermächtigung zur Bereitstellung von Soforthilfe in Syrien über Konfliktlinien hinweg) |                         |
| 2333   | 23. Dez. | Situation in Liberia (Sicherheitsrat beschließt, das Mandat der UNMIL bis zum 30. März 2018 zu verlängern) | UNMIL                   |
| 2334   | 23. Dez. | Die Situation im Nahen Osten, einschließlich der palästinensischen Frage (Sicherheitsrat bekräftigt, dass Israels Siedlungen keine rechtliche Gültigkeit besitzen und eine flagrante Verletzung des Völkerrechts darstellen) |                         |
| 2335   | 30. Dez. | Die Situation betreffend Irak (Sicherheitsrat genehmigt Weiterführung des Irak-Treuhandkontos) |                         |
| 2336   | 31. Dez. | Situation im Nahen Osten (Sicherheitsrat unterstützt Anstrengungen der Russischen Föderation und der Türkei, die Gewalt in Syrien zu beenden und einen politischen Prozess in Gang zu setzen) |                         |